# 天國與地獄～瘋狂的2人～
《天國與地獄～瘋狂的2人～》是日本TBS電視台於2021年1月17日起在周日劇場時段播出的連續劇，由綾瀨遙主演。台灣由KKTV、friDay影音同步播出，MOD及HamiVideo自1/19起每周二晚間更新1集。香港由myTV SUPER緊貼日本點播。

## 企劃與製作
2020年11月5日公布製作相關事宜，宣布該劇由綾瀨遙主演，高橋一生、柄本佑和北村一輝共演，劇本由森下佳子撰寫。她曾與綾瀨遙在《在世界的中心呼喊愛情》、《仁者俠醫》、《白夜行》、《別讓我走》和《繼母與女兒的藍調》合作過。

## 故事簡介
努力、富有正義感的警視廳搜查第一課刑警望月彩子（綾瀨遙飾演），為了獲得升遷機會獨自進行調查時，意外與殺人案疑犯日高陽斗（高橋一生飾演）交換靈魂。

## 登場人物

### 主要人物
- 望月彩子：綾瀨遙（香港配音：曾秀清）

警視廳搜查第一課刑警，警部補。職員編號：K086257，在身體跟日高交換期間發現日高不是兇手，決定幫他洗清連續殺人罪的嫌疑，目的就是為了不讓日高坐冤獄，直到最後仍秉持著正義幫助日高。最後功過相抵，調任警察學校擔任教官。
- 日高陽斗：高橋一生（童年：山城琉飛）（香港配音：梁偉德、陸惠玲（童年））

38歲，出生於1982年9月13日。表面上是個科學研究人員兼初創企業「Co・Earth」社長，卻疑似是個利用聰明頭腦和科學知識的殺人魔，但殺人的背後，似乎又有不可告人的秘密。最後被判三年有期徒刑。
- 渡邊陸：柄本佑（香港配音：李凱傑）

寄住在彩子的家中的軟飯男，平常在家為彩子做飯、打掃，偶爾會去當兼職清潔工作，在知道彩子與陽斗交換靈魂後幫助彩子。最後覺得彩子有喜歡的人想成全她而離開了彩子身邊。
- 河原三雄：北村一輝（香港配音：潘文柏）

部搜查第一課刑警，河原班的主任，彩子的前輩兼天敵也被稱為色猿，是個願意以非法調查手段逮捕罪犯的人。說話輕佻而被彩子稱為「性騷擾猿」。
在被揭發以居留期限威脅阮先生提供假證供指證彩子後踢出搜查總部。

### 陽斗的相關人物
- 東朔也／湯淺和男：迫田孝也（日语：迫田孝也）（童年：中川望（日语：中川望_(子役)））（香港配音：劉奕希、沈小蘭（童年））

早陽斗15分鐘出生的異卵雙胞胎哥哥。陸的兼職夥伴，被陸稱為「師傅」。
- 九十九聖：中尾明慶（第一話、第五話－第六話、最終話）（香港配音：關令翹）

在麻省理工學院與陽斗在同一研究所做事的人，居住在波士頓，為了奪取利益而假造並散播謠言，陷害日高。

### 警視廳
- 八卷英雄：溝端淳平（香港配音：李致林）

刑事部搜查第一課刑警，巡查部長，彩子的後輩與搭檔。在知道彩子與陽斗交換靈魂後暗中幫助彩子。
- 新田將吾：林泰文（香港配音：陳卓智）

刑事部鑑證課員。
- 五十嵐公平：野間口徹（香港配音：翟耀輝）

刑事部搜查第一課管理官，警視。總是像風向雞一樣詢問周圍人形勢如何，被彩子和八卷稱為「家樂五十嵐」。
- 十久河廣明：吉見一豐（香港配音：招世亮）

刑事部搜查第一課課長，警視正。
- 幅健太郎：谷恭輔（香港配音：黃積權）

刑事部搜查第一課刑警，河原的好友。
- 島津清司：渡邊翔（香港配音：黃啟昌）

鑑識課的刑事。

### Co・Earth
- 五木樹里：中村友理（香港配音：凌晞）

陽斗的秘書兼大學同學。
- 富樫義貴：馬場徹（香港配音：曹啟謙）

營業部職員，曾被冤枉是癡漢而被前公司開除，後被陽斗收留。第九話接替成為Co・Earth社長。

### 日高家
- 日高滿：木場勝己（第七話）（香港配音：朱子聰）

陽斗的父親，食品製造商「Sunrise Foods」的創業社長。
- 日高優菜：岸井雪乃（第四話、第六話－第七話）（香港配音：黃昕瑜）

陽斗的妹妹，負責「Sunrise Foods」分社的營業企劃。
- 日高茜：德永繪里（第七話）（香港配音：陳琴雲）

朔也與陽斗的親生母親。
- 東貞夫：淺野和之（日语：浅野和之）（第七、九話）（香港配音：陳永信）

朔也與陽斗的親生父親。

### 單元角色

#### 第一話
- 松本千草：島邑美香（香港配音：陸惠玲）

家政婦。
- 一之瀬正造：小山克博（日语：小山かつひろ）

横濱法務省官僚殺人事件被害者。
- 穿制服的女人：芳野友美（日语：芳野友美）（香港配音：劉惠雲）

河原的協助者。
- 常松生活服務的職員：櫻井聖（香港配音：朱子聰）

收取河原五萬日元，協助他獲得閉路電視錄影。
- 田所仁志：井上肇（日语：井上肇）（第二話）

柏青哥店「Dendeng」社長。
- 大樓管理人員：松岡依都美（日语：松岡依都美）（第二話）（香港配音：鄭麗麗）

日高居住的「HORIZON TOKYO」大樓管理人員。

#### 第二話
- 律師：田中啓三

五木為陽斗聘請的律師。
- 水戸：生越千晴（第三至五話）

Co・Earth女職員。
- 詹姆斯：マイケル・アーロン

- 詹姆絲：アナンダ ・ジェイコブズ

- 二見洋平：町田絢（第三話）

小學生，拾獲陽斗丟棄的皮革手套。

#### 第三話
- 學藝員：花前浩一（日语：花ヶ前浩一）（香港配音：林國雄）

奄美大島博物館學藝員。
- 民宿主人：酒井敏也（第六話）（香港配音：朱子聰）

奄美大島民宿「あま風」主人。
- 科搜研的人：水野智則（日语：水野智則）（第四、八話）（香港配音：關令翹）

河原依賴其分析皮革手套。
- 四方忠良：小笠原治夫（第四話）

「曉土地開發」前代表取締役社長。

#### 第四話
- 阮志敏：費瑟（香港配音：胡家豪）

- 橋下和真：橫山涼（香港配音：張方正）

西松山派出所警察官。

#### 第五話
- 拜星公司財務長：坂田聰（日语：坂田聡）（香港配音：朱子聰）

- 戶田一希：橋本真實（日语：橋本真実）（第六話）（香港配音：鄭麗麗）

「横濱法務省官僚殺人事件」目撃者

#### 第六話
- 久米正彥：菅田俊（日语：菅田俊）（香港配音：盧國權）

「專業安保綜合警備保障」董事長。
- 久米朝子：梅澤昌代（日语：梅沢昌代）（香港配音：袁淑珍）

正彥的妻子。
- 十和田元：田口浩正（日语：田口浩正）

- 特殊清潔公司員工：森下Hisae（香港配音：林元春）

- 庵美大島民宿的客人：札内幸太（香港配音：李安邦）

- 開信箱的男人：神谷圭介（香港配音：蕭徽勇）

- 房仲公司人員：金隆夫（香港配音：黃子敬）

- 年輕男子：上杉柊平（日语：上杉柊平）（第七話）（香港配音：鍾見麟）

- 特殊清潔公司員工：松角洋平（第七話）（香港配音：黃啟昌）

#### 第七話
- 千田惠：青山麻美（日语：青山麻美）（香港配音：陸惠玲）

醫療中心的社工。

#### 第八話
- Co-Earth女清潔員：青木和代（香港配音：林丹鳳）

#### 第十話
- 鹿兒島縣警刑警：森岡龍（日语：森岡龍）（香港配音：麥皓豐）

## 製作人員
- 編劇：森下佳子
- 主題歌：手嶌葵〈我回來了〉
- 製作人：渡瀨曉彥
- 編成、製作人：中島啓介
- 導演：平川雄一朗、青山貴洋、松木彩
- 製作、著作：TBS電視台

## 播出日程
| 集數                                                                       | 播出日期 | 標題 | 導演                | 收視率 | 備註       |
| -------------------------------------------------------------------------- | -------- | ---- | ------------------- | ------ | ---------- |
| 第一話                                                                     | 1月17日  |      | 平川雄一朗          | 16.8%  | 加長25分鐘 |
| 第二話                                                                     | 1月24日  |      | 平川雄一朗          | 14.7%  | 加長15分鐘 |
| 第三話                                                                     | 1月31日  |      | 青山貴洋            | 14.1%  |            |
| 第四話                                                                     | 2月7日   |      | 松木彩              | 13.4%  |            |
| 第五話                                                                     | 2月14日  |      | 平川雄一朗          | 013.2% |            |
| 第六話                                                                     | 2月21日  |      | 青山貴洋            | 14.7%  |            |
| 第七話                                                                     | 2月28日  |      | 松木彩              | 14.7%  |            |
| 第八話                                                                     | 3月7日   |      | 平川雄一朗          | 14.8%  |            |
| 第九話                                                                     | 3月14日  |      | 平川雄一朗 青山貴洋 | 16.5%  | 加長15分鐘 |
| 最終話                                                                     | 3月21日  |      | 平川雄一朗 青山貴洋 | 20.1%  | 加長15分鐘 |
| 平均視聴率 15.3%（收視率由Video Research調查關東地區、家戶的即時統計資料） |          |      |                     |        |            |

## 外部連結
- 官方网站（日語）
  - 天國與地獄～瘋狂的2人～的X（前Twitter）（日語）
  - 天國與地獄～瘋狂的2人～的Instagram帳戶（日語）
- 《天國與地獄～史上最強靈魂交換～》緯來日本台官方網站 （页面存档备份，存于）（繁體中文）
- 《天國與地獄》WakuWaku Japan官方網站 （页面存档备份，存于） （繁體中文）

## 電視節目的變遷

### 日本
首播
| 日本 TBS電視台 日曜劇場 週日 21:00              | 日本 TBS電視台 日曜劇場 週日 21:00                       | 日本 TBS電視台 日曜劇場 週日 21:00 |
| ----------------------------------------------- | -------------------------------------------------------- | ---------------------------------- |
|                                                 | 天國與地獄～瘋狂的2人～ （2021年1月17日－2021年3月21日） |                                    |
| 危險的維納斯 （2020年10月11日－2020年12月13日） | 東大特訓班2 （2021年4月25日－2021年6月27日）             |                                    |

### 台灣
首播
| 台灣 緯來日本台 週一至週五22:00~23:00        | 台灣 緯來日本台 週一至週五22:00~23:00                          | 台灣 緯來日本台 週一至週五22:00~23:00 |
| -------------------------------------------- | -------------------------------------------------------------- | ------------------------------------- |
|                                              | 天國與地獄～史上最強靈魂交換～ （2021年5月5日－2021年5月18日） |                                       |
| 危險的維納斯 （2021年4月21日－2021年5月4日） | 我家的故事 （2021年5月19日－2021年6月1日）                     |                                       |

| 台灣 WakuWaku Japan 週一至週五 22:00~23:00 | 台灣 WakuWaku Japan 週一至週五 22:00~23:00 | 台灣 WakuWaku Japan 週一至週五 22:00~23:00 |
| ------------------------------------------ | ------------------------------------------ | ------------------------------------------ |
|                                            | 天國與地獄 （2021年3月23日－2021年4月5日） |                                            |
| —                                          | —                                          |                                            |

重播
| 台灣 緯來日本台 週一至週五22:00~23:00 | 台灣 緯來日本台 週一至週五22:00~23:00                          | 台灣 緯來日本台 週一至週五22:00~23:00 |
| ------------------------------------- | -------------------------------------------------------------- | ------------------------------------- |
|                                       | 天國與地獄～史上最強靈魂交換～ （2022年2月21日－2022年3月7日） |                                       |
| 最愛 （2022年2月7日－2022年2月18日）  | 真凶標籤 （2022年3月8日－）                                    |                                       |

### 香港
首播
| 香港 無綫電視J2 星期日 23:15-00:15，12月10日起改為星期六23:30-00:30及星期日23:15-00:15 | 香港 無綫電視J2 星期日 23:15-00:15，12月10日起改為星期六23:30-00:30及星期日23:15-00:15 | 香港 無綫電視J2 星期日 23:15-00:15，12月10日起改為星期六23:30-00:30及星期日23:15-00:15 |
| -------------------------------------------------------------------------------------- | -------------------------------------------------------------------------------------- | -------------------------------------------------------------------------------------- |
|                                                                                        | 天國與地獄～瘋狂的2人～ （2021年11月7日－2021年12月25日）                              |                                                                                        |
| 工作細胞 （2021年10月18日－2021年10月31日） 【動畫時段】                               | 女醫神Doctor X 7 （2022年1月1日－2022年3月5日）龍櫻2 （2021年12月26日－2022年2月26日） |                                                                                        |